# Hemkomsten (film)
Hemkomsten (originaltitel: Coming Home) är en amerikansk dramafilm från 1978. Filmen är löst baserad på en roman med samma namn av George Davis. Handlingen kretsar kring den unga kvinnan Sally, hennes man Bob, som är marinkårskapten i Vietnam, och den förlamade Vietnamveteranen Luke Martin.

## Utmärkelser
Hemkomsten belönades med tre Oscar, i klasserna bästa manliga huvudroll (Jon Voight), bästa kvinnliga huvudroll (Jane Fonda) och bästa manus.

## Rollista
- Jane Fonda - Sally Hyde
- Jon Voight - Luke Martin
- Bruce Dern - kapten Bob Hyde
- Penelope Milford - Vi Munson
- Robert Carradine - Bill Munson
- Robert Ginty - sergeant Dink Mobley
- Mary Gregory - Martha Vickery
- Kathleen Miller - Kathy Delise
- Beeson Carroll - kapten Earl Delise
- Willie Tyler - Virgil
- Lou Carello - Bozo
- Charles Cyphers - Pee Wee
- Olivia Cole - Corrine
- Tresa Hughes - syster Degroot
- Bruce French - doktor Lincoln